# متون اهرام

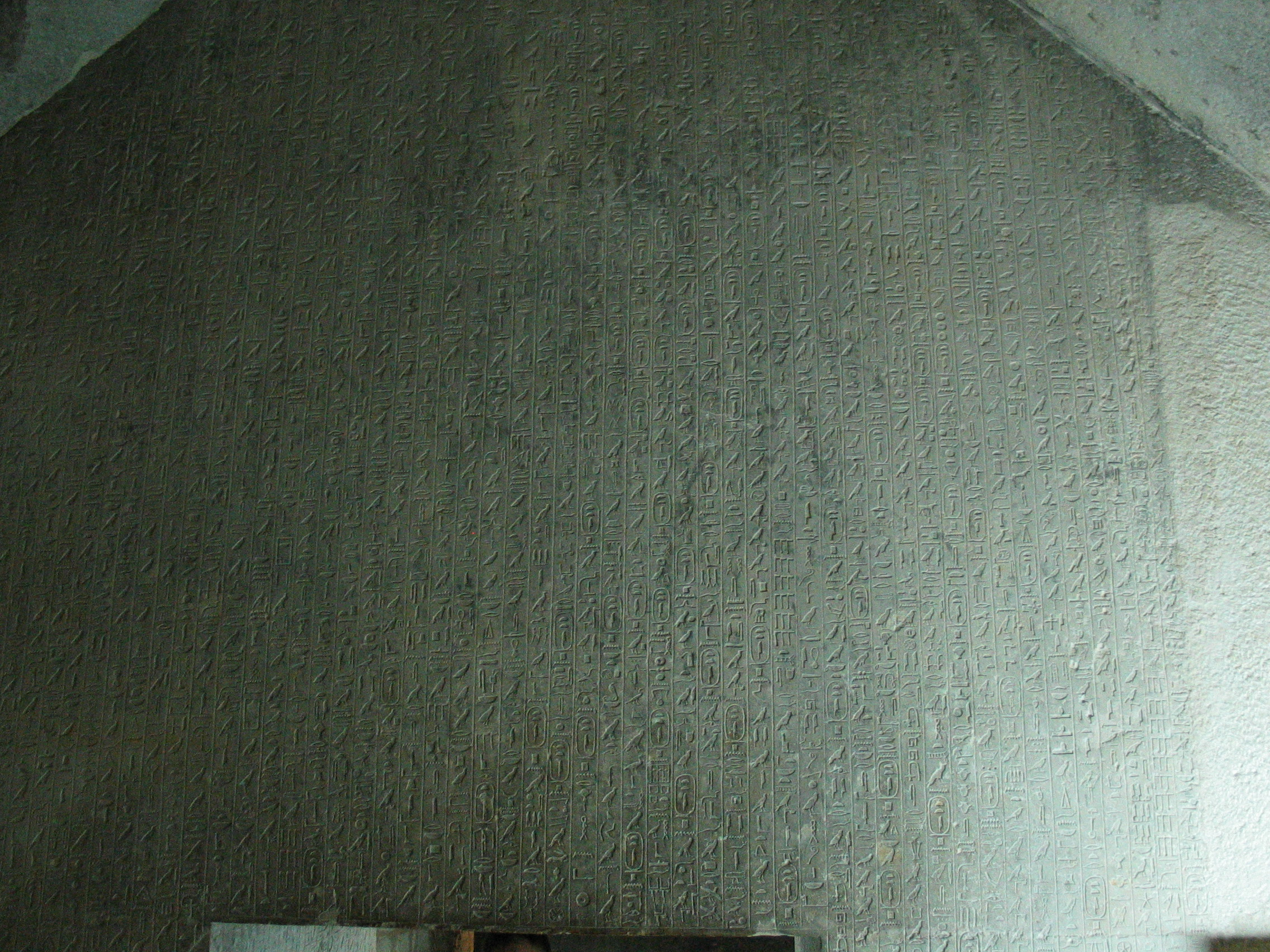
متون اهرام از هرم تتی

متون اهرام (انگلیسی: Pyramid Texts) مجموعه ای از متون مذهبی مصر باستان که شامل تقریباً هشتصد دعا و ورد است و حدوداً در ده هِرم از اهرام مصر، از زمان «اوناس» آخرین فرعون سلسلهٔ پنجم به بعد، بر روی دیوار گورخانه‌ها و دالان‌های منتهی به آنها حک شده‌اند.